# Jakob Friedrich von der Osten
Jakob Friedrich von der Osten (* 10. August 1717; † 5. März 1796) war ein dänischer Generalleutnant und Chef des Oldenburgischen Infanterie-Regiments.

## Leben
Er wurde am 16. Juni 1729 Kadett in der dänischen Armee. Am 27. Februar 1736 wurde er zum Leutnant im 2. Drontheimischen Nationalen Infanterie-Regiment. Zum 11. April 1740 wurde er in das Grenadierkorps versetzt. Er wurde am 5. Mai 1740 Sekonde-Lieutenant und am 11. September 1744 Premier-Lieutenant. Am 31. März 1751 erhielt er den Charakter eines Hauptmanns der Armee und am 26. April 1752 den Charakter eines Hauptmanns des Grenadierkorps. Am 15. August 1753 wurde er zum wirklichen Hauptmann ernannt. Er erhielt am 2. Dezember 1762 den Charakter eines Oberstleutnants.
Etwas später am 24. September 1768 wurde er zum Jütländischen Infanterie-Regiment versetzt. Am 4. September 1772 wurde er mit dem Charakter eines Obersts zum Nordenfjeldsk Infanterie-Regiment versetzt. Am 1. Juli 1774 wurde er Oberst und Chef des Oldenburgischen Infanterie-Regiments. Er wurde am 6. Dezember 1780 zum Generalmajor ernannt. Am 12. Mai 1784 wurde er Interimskommandant von Kopenhagen, er musste aber sein Regiment verlassen. Am 7. Januar 1785 wurde er als Generalleutnant mit Pension entlassen. Seine Pension wurde am 5. Januar 1790 in ein Wartegeld von 1800 Talern jährlich umgewandelt.

## Familie
Seine Eltern waren der Oberst Otto Friedrich von der Osten und dessen Ehefrau Margrethe Vibe Tochter des Vizestatthalters von Norwegen Johan Vibe (1637-1710). Sein Bruder Johan Vibe von der Osten (1708–1800) war ebenfalls Generalmajor und dazu Kommandeur in Norwegen.
Er war mehrfach verheiratet. Am 7. März 1744 heiratete er Ulrike Eleonore Frölich (* 5. August 1722; † 14. November 1748) Tochter des Generalleutnants Johann Frederik Frölich (1681–1757) und seiner Ehefrau Hilleborg Wittborg (Wettberg).
Nach ihrem Tod heiratete er am 18. Dezember 1752 in Vemmetofte Sophie Eleonore von Witzleben (1727–1756). Danach heiratete er am 27. Februar 1761 Gräfin Emilie Charlotte Louise von Holstein (* 24. April 1737; † 2. Dezember 1782) Tochter des Grafen Christian Detlev von Holstein-Holsteinborg (* 6. März 1707; † 20. Mai 1760) und Katharina Elisabeth von Holstein (* 30. August 1712; † 8. März 1750).